# Fuji (fiume)
Il fiume Fuji (富士川?, Fuji-kawa o Fuji-gawa) è un fiume del Giappone che scorre vicino al Fuji e vicino all'omonima città. È considerato tra i tre fiumi più turbolenti del paese, assieme al Koma e al Mogami.

## Percorso
Il fiume nasce presso il monte Nokogiri nella catena dei monti Akaishi, nella zona nord-occidentale della prefettura di Yamanashi. Nel suo tratto iniziale prende il nome di fiume Kamanashi (釜無川?, Kamanashi-gawa), e incontra il fiume Fuefuki in corrispondenza della cittadina di Ichikawamisato. Dopo la confluenza assume il nome di fiume Fuji; scorre poi contornando i fianchi occidentali del Fuji e si getta nella baia di Suruga presso la città di Fuji.

## Storia
Intorno alle rive del fiume Fuji nel 1180 fu combattuta, nell'ambito della guerra di Genpei, la battaglia di Fujigawa, una delle prime e delle più importanti della guerra. Il daimyō del periodo Sengoku Takeda Shingen costruì estese dighe lungo la porzione del fiume chiamata Kamanashi, che consentirono all'acqua di inondare alcune zone cuscinetto e controllare i danni in caso di inondazione. Queste dighe esistono ancora e sono chiamate Shingen-zutsumi (信玄 堤). Gli sforzi per il controllo delle inondazioni continuarono sotto lo shogunato Tokugawa del periodo Edo, quando nel 1674, dopo 50 anni di costruzione, furono completate vaste dighe per deviare il corso inferiore del fiume dalle aree popolate, che erano spesso vittima di inondazioni.
Il trasporto sell'acqua lungo il fiume dalla baia di Suruga all'entroterra della provincia di Kai prosperò nel periodo Edo e all'inizio del periodo Meiji, fino all'apertura della linea principale Tōkaidō, della linea principale Chūō e delle ferrovie Fuji Minobu. Il trasporto fluviale commerciale cessò nel 1923.